# Cena Thálie
Cena Thálie je ocenění udělované Hereckou asociací od roku 1993 nejlepším divadelním hercům. Je pojmenováno po múze komedie, Thálii. Jednotlivá ocenění jsou předávána během slavnostního večera vždy v březnu následujícího roku v historické budově Národního divadla v Praze, a to v přímém přenosu České televize.

## Kategorie
Výroční ceny jsou udělovány v šesti kategoriích: 
- činohra
- opera
- alternativní divadlo
- opereta, muzikál nebo jiný hudebně dramatický žánr
- balet, pantomima nebo jiný tanečně dramatický žánr
- loutkové divadlo

Všechny kategorie vyjma alternativního a loutkového divadla jsou udělovány zvlášť mužům a ženám (hercům, performerům, zpěvákům, tanečníkům a dalším divadelním umělcům). 
Zvláštními cenami jsou ocenění za celoživotní mistrovství, za výrazný výkon mladého činoherního umělce do 33 let, v minulosti i případná nepravidelná zvláštní ocenění a za šíření divadelního umění v televizi.

## Statut ceny
Cílem Cen Thálie je zvyšovat prestiž českého divadelního umění a popularizovat umělce. Laureáty se mohou stát čeští občané nebo zahraniční umělci působící trvale v české inscenaci.
Umělce za výkon v inscenaci uvedené v hodnoceném ročním období může na Cenu Thálie nominovat libovolný člověk (divák či odborník). Užší nominaci dvou až tří umělců navržených na ocenění vybírají odborné poroty. O definitivním laureátovi ceny rozhoduje Kolegium pro udělování Cen Thálie, v němž jsou každá odborná porota zastoupena předsedou a dalším členem a jehož počet doplňují významné osobnosti kulturního a společenského života. Jméno laureáta určí Kolegium v den udělování cen tajným hlasováním za přítomnosti notáře, v případě rovnosti hlasů rozhoduje hlas předsedy Kolegia.

## Kolegium
Předsedou Kolegia pro udělování Cen Thálie byl do roku skladatel prof. Jiří Hlaváč, poté ho vystřídal Zdeněk Barták.
Složení kolegia pro udělení Cen Thálie za rok 2014:
- Zdeněk Barták (předseda)
- Zbyněk Brabec
- Soňa Červená
- Václav Hrubý
- Miloslav Mejzlík
- Jana Paterová
- Zdeněk Prokeš
- Roman Vašek
- Josef Špelda

## Laureáti Cen Thálie

### Výroční Ceny Thálie
| Rok       | Činohra                                                               | Činohra                                                               | Balet, pantomima                                                      | Balet, pantomima                                                      | Opera, opereta, muzikál                                               | Opera, opereta, muzikál                                               | Opera, opereta, muzikál                                               | Opera, opereta, muzikál                                               | Loutkové divadlo                                                      | Alternativní divadlo                                                  |
| --------- | --------------------------------------------------------------------- | --------------------------------------------------------------------- | --------------------------------------------------------------------- | --------------------------------------------------------------------- | --------------------------------------------------------------------- | --------------------------------------------------------------------- | --------------------------------------------------------------------- | --------------------------------------------------------------------- | --------------------------------------------------------------------- | --------------------------------------------------------------------- |
| 1993      | Pavel Pavlovský                                                       | Pavel Pavlovský                                                       | Petr Zuska                                                            | Petr Zuska                                                            | Drahomíra Drobková                                                    | Drahomíra Drobková                                                    | Drahomíra Drobková                                                    | Drahomíra Drobková                                                    | cena neudělována                                                      | cena neudělována                                                      |
| 1994      | Věra Galatíková                                                       | Václav Postránecký                                                    | Zuzana Parmová                                                        | Jan Kadlec                                                            | Helena Kaupová                                                        | Helena Kaupová                                                        | Ivan Kusnjer                                                          | Ivan Kusnjer                                                          | cena neudělována                                                      | cena neudělována                                                      |
| 1995      | Zdena Herfortová                                                      | Jaroslav Dufek                                                        | Markéta Plzáková                                                      | Petr Kolář                                                            | Yvetta Blanarovičová                                                  | Yvetta Blanarovičová                                                  | Luděk Vele                                                            | Luděk Vele                                                            | cena neudělována                                                      | cena neudělována                                                      |
| Rok       | Činohra                                                               | Činohra                                                               | Balet a pantomima                                                     | Balet a pantomima                                                     | Opera                                                                 | Opera                                                                 | Opereta a muzikál                                                     | Opereta a muzikál                                                     | Loutkové divadlo                                                      | Alternativní divadlo                                                  |
| 1996      | Jana Hlaváčová                                                        | Jiří Lábus                                                            | Taťána Juřicová                                                       | Karel Littera                                                         | Eva Dřízgová-Jirušová                                                 | Luděk Vele (2)                                                        | Jitka Molavcová                                                       | Jitka Molavcová                                                       | cena neudělována                                                      | cena neudělována                                                      |
| 1997      | Alena Vránová                                                         | Josef Somr                                                            | Tereza Podařilová                                                     | Petr Zuska (2)                                                        | Eva Urbanová                                                          | Ivan Kusnjer (2)                                                      | Ludmila Machytková                                                    | Lubomír Lipský                                                        | cena neudělována                                                      | cena neudělována                                                      |
| 1998      | Iva Janžurová                                                         | František Němec                                                       | Nelly Danko                                                           | Jiří Pokorný                                                          | Eva Dřízgová-Jirušová (2)                                             | Vladimír Chmelo                                                       | Petra Jungmanová                                                      | Ladislav Županič                                                      | cena neudělována                                                      | cena neudělována                                                      |
| 1999      | Helena Čermáková                                                      | Viktor Preiss                                                         | Jana Kosíková-Přibylová                                               | Ivan Příkaský                                                         | Dagmar Pecková                                                        | Roman Janál                                                           | Markéta Sedláčková                                                    | Jan Ježek                                                             | cena neudělována                                                      | cena neudělována                                                      |
| 2000      | Taťjana Medvecká                                                      | Ivan Trojan                                                           | Kateřina Benešová-Rejmanová                                           | Jiří Pokorný (2)                                                      | Klaudia Dernerová                                                     | Valentin Prolat                                                       | Lucie Bílá                                                            | Tomáš Černý                                                           | cena neudělována                                                      | cena neudělována                                                      |
| 2001      | Blanka Bohdanová                                                      | Josef Somr (2)                                                        | Taťána Juřicová (2)                                                   | Lubor Kvaček                                                          | Simona Šaturová                                                       | Ivan Kusnjer (3)                                                      | Marta Kubišová                                                        | Lumír Olšovský                                                        | cena neudělována                                                      | cena neudělována                                                      |
| 2002      | Taťjana Medvecká (2)                                                  | Martin Stropnický                                                     | Hana Litterová                                                        | Alexandr Kacapov                                                      | Regina Renzowa-Jürgens                                                | Pavel Kamas                                                           | Daniela Šinkorová                                                     | Jiří Horký                                                            | cena neudělována                                                      | cena neudělována                                                      |
| 2003      | Barbora Hrzánová                                                      | Petr Kostka                                                           | Tereza Podařilová (2)                                                 | Filip Veverka                                                         | Yvona Škvárová                                                        | Jan Vacík                                                             | Stanislava Topinková-Fořtová                                          | Jiří Korn                                                             | cena neudělována                                                      | cena neudělována                                                      |
| 2004      | Vanda Hybnerová                                                       | Boris Rösner                                                          | Zuzana Susová                                                         | Michal Štípa                                                          | Katarína Jorda Kramolišová                                            | Peter Straka                                                          | Daniela Šinkorová (2)                                                 | Dušan Vitázek                                                         | cena neudělována                                                      | cena neudělována                                                      |
| 2005      | Kateřina Holánová                                                     | Ivan Řezáč                                                            | Tereza Podařilová (3)                                                 | Jiří Kodym                                                            | Eva Urbanová (2)                                                      | Jurij Gorbunov                                                        | Tereza Bebarová                                                       | Tomáš Šulaj                                                           | cena neudělována                                                      | cena neudělována                                                      |
| 2006      | Vilma Cibulková                                                       | David Prachař                                                         | Adéla Pollertová                                                      | Jan Fousek                                                            | Kate Aldrich                                                          | Johannes Chum                                                         | Radka Coufalová Vidláková                                             | Tomáš Töpfer                                                          | cena neudělována                                                      | cena neudělována                                                      |
| 2007      | Simona Stašová                                                        | Erik Pardus                                                           | Nikola Márová                                                         | Michal Štípa (2)                                                      | Anda-Louise Bogza                                                     | Gianluca Zampieri                                                     | Pavla Břínková                                                        | Petr Štěpán                                                           | cena neudělována                                                      | cena neudělována                                                      |
| 2008      | Petra Hřebíčková                                                      | Norbert Lichý                                                         | Nataša Novotná                                                        | Vladimír Gončarov                                                     | Dana Burešová                                                         | Tchao Wej-lung                                                        | Zuzana Kolářová                                                       | Vlastimil Zavřel                                                      | cena neudělována                                                      | cena neudělována                                                      |
| 2009      | Kateřina Burianová                                                    | Martin Pechlát                                                        | Ivona Jeličová                                                        | Zdeněk Mládek                                                         | Csilla Boross                                                         | Pavel Vančura                                                         | Markéta Tallerová                                                     | Petr Gazdík                                                           | cena neudělována                                                      | cena neudělována                                                      |
| 2010      | Květa Fialová                                                         | Jiří Štěpnička                                                        | Zuzana Pokorná (2)                                                    | Richard Kročil                                                        | Christina Vasileva                                                    | Richard Haan                                                          | Dagmar Sobková                                                        | Marian Vojtko                                                         | cena neudělována                                                      | cena neudělována                                                      |
| 2011      | Helena Dvořáková                                                      | Václav Neužil                                                         | Miho Ogimoto                                                          | Jan Fousek (2)                                                        | Anna Klamo                                                            | Jacek Strauch                                                         | Monika Absolonová                                                     | Dušan Vitázek (2)                                                     | cena neudělována                                                      | cena neudělována                                                      |
| 2012      | Gabriela Míčová                                                       | Richard Krajčo                                                        | Lucie Skálová                                                         | Robert Skujenieks                                                     | Jana Kačírková                                                        | Aleš Briscein                                                         | Hana Holišová                                                         | Jan Kříž                                                              | cena neudělována                                                      | cena neudělována                                                      |
| 2013      | Tereza Vilišová                                                       | Petr Mikeska                                                          | Marta Drastíková                                                      | Ondřej Vinklát                                                        | Jana Kačírková (2)                                                    | Jiří Přibyl                                                           | Lucie Bergerová                                                       | Marek Holý                                                            | cena neudělována                                                      | cena neudělována                                                      |
| 2014      | Vilma Cibulková (2)                                                   | Michal Isteník                                                        | Tereza Podařilová (4)                                                 | Richard Ševčík                                                        | Ivana Veberová                                                        | Aleš Briscein (2)                                                     | Hana Fialová                                                          | Tomáš Savka                                                           | cena neudělována                                                      | cena neudělována                                                      |
| 2015      | Zora Valchařová Poulová                                               | Radim Madeja                                                          | Kristýna Němečková                                                    | Viktor Konvalinka                                                     | Iordanka Derilova                                                     | Jaroslav Březina                                                      | Karolina Gudasová                                                     | Jan Kříž (2)                                                          | cena neudělována                                                      | cena neudělována                                                      |
| 2016      | Hana Tomáš Briešťanská                                                | Milan Kňažko                                                          | Jui Kjótaniová                                                        | Radim Vizváry                                                         | Pavla Vykopalová                                                      | Thomas Weinhappel                                                     | Lenka Pavlovič                                                        | Josef Vojtek                                                          | cena neudělována                                                      | cena neudělována                                                      |
| 2017      | Tereza Dočkalová                                                      | Daniel Bambas                                                         | Nikola Márová (2)                                                     | Ondřej Vinklát (2)                                                    | Maida Hundeling                                                       | Svatopluk Sem                                                         | Katarína Hasprová                                                     | Peter Pecha                                                           | cena neudělována                                                      | cena neudělována                                                      |
| 2018/2019 | Lucie Trmíková                                                        | Viktor Dvořák                                                         | Alina Nanu                                                            | Dominik Vodička                                                       | Kateřina Kněžíková                                                    | Ondřej Koplík                                                         | Martina Šnytová                                                       | Vojtěch Dyk                                                           | Milan Hajn                                                            | Milan Hajn                                                            |
| 2020      | Tereza Groszmannová                                                   | Petr Štěpán (2)                                                       | Alina Nanu (2)                                                        | Ondřej Vinklát (3)                                                    | Jana Šrejma Kačírková (3)                                             | Lukáš Zeman                                                           | Erika Stárková                                                        | Pavel Režný                                                           | Ondřej Nosálek                                                        | Jakub Gottwald                                                        |
| 2021      | kvůli uzavření divadel během pandemie covidu-19 nebyly ceny udělovány | kvůli uzavření divadel během pandemie covidu-19 nebyly ceny udělovány | kvůli uzavření divadel během pandemie covidu-19 nebyly ceny udělovány | kvůli uzavření divadel během pandemie covidu-19 nebyly ceny udělovány | kvůli uzavření divadel během pandemie covidu-19 nebyly ceny udělovány | kvůli uzavření divadel během pandemie covidu-19 nebyly ceny udělovány | kvůli uzavření divadel během pandemie covidu-19 nebyly ceny udělovány | kvůli uzavření divadel během pandemie covidu-19 nebyly ceny udělovány | kvůli uzavření divadel během pandemie covidu-19 nebyly ceny udělovány | kvůli uzavření divadel během pandemie covidu-19 nebyly ceny udělovány |
| 2022      | Veronika Korytářová                                                   | Saša Rašilov                                                          | Natalia Adamska                                                       | Sergio Méndez Romero                                                  | Jana Sibera                                                           | Martin Bárta                                                          | Hana Fialová (2)                                                      | Lumír Olšovský (2)                                                    | Gustav Hašek                                                          | Nela H. Kornetová                                                     |
| 2023      | Karolína Baranová                                                     | Martin Pechlát (2)                                                    | Helena Arenbergerová                                                  | Matěj Šust                                                            | Arnheiður Eiríksdóttir                                                | Jaroslav Březina (2)                                                  | Hana Holišová (2)                                                     | Tomáš Savka (2)                                                       | Jiří Kniha                                                            | Becka McFadden                                                        |
| 2024      | Kateřina Císařová                                                     | Miloslav König                                                        | Klára Jelínková                                                       | Patrik Holeček                                                        | Soňa Godarská                                                         | Peter Berger                                                          | Markéta Schimmerová Procházková                                       | Lukáš Vlček                                                           | Marek Bečka, Radek Beran, Vít Brukner                                 | Martina Hajdyla Lacová                                                |

Pozn.: Číslice v závorce za jménem označuje, pokolikáté byl umělec Cenou Thálie odměněn.

### Ceny Thálie za celoživotní mistrovství
| Rok       | Činohra | Balet a pantomima          | Opera                                   | Opereta a muzikál              | Loutkové divadlo                        | Alternativní divadlo    |
| --------- | --- | -------------------------- | --------------------------------------- | ------------------------------ | --------------------------------------- | ----------------------- |
| 1993      | Josef Kemr | neudělena                  | Karel Berman                            | Nelly Gaierová                 | cena neudělována                        | cena neudělována        |
| 1994      | Zora Rozsypalová | Miroslav Kůra              | Maria Tauberová                         | cena neudělována               | cena neudělována                        | cena neudělována        |
| 1995      | Radovan Lukavský | Olga Skálová               | Karel Kalaš                             | cena neudělována               | cena neudělována                        | cena neudělována        |
| 1996      | Jaroslava Adamová | Mira Figarová              | Libuše Domanínská                       | cena neudělována               | cena neudělována                        | cena neudělována        |
| 1997      | Vlastimil Brodský | Viktor Malcev              | Ivo Žídek                               | cena neudělována               | cena neudělována                        | cena neudělována        |
| 1998      | Jiřina Jirásková | Zora Šemberová             | Milada Šubrtová                         | cena neudělována               | cena neudělována                        | cena neudělována        |
| 1999      | Jiří Sovák | Jaromír Petřík             | Jiří Zahradníček                        | cena neudělována               | cena neudělována                        | cena neudělována        |
| 2000      | Stella Zázvorková | Marta Drottnerová          | Ivana Mixová                            | cena neudělována               | cena neudělována                        | cena neudělována        |
| 2001      | Lubor Tokoš | Jiří Blažek                | Richard Novák                           | cena neudělována               | cena neudělována                        | cena neudělována        |
| 2002      | Věra Tichánková | Vlasta Pavelcová           | Ludmila Dvořáková                       | cena neudělována               | cena neudělována                        | cena neudělována        |
| 2003      | Otakar Brousek | Jiří Žalud                 | Antonín Švorc                           | cena neudělována               | cena neudělována                        | cena neudělována        |
| 2004      | Antonie Hegerlíková | Věra Vágnerová             | Marie Steinerová                        | cena neudělována               | cena neudělována                        | cena neudělována        |
| 2005      | Lubomír Lipský | Jiří Nermut                | Jaroslav Horáček                        | cena neudělována               | cena neudělována                        | cena neudělována        |
| 2006      | Věra Kubánková | Jiřina Šlezingrová-Škodová | Miloslava Fidlerová                     | cena neudělována               | cena neudělována                        | cena neudělována        |
| 2007      | Ilja Racek | Jaroslav Čejka             | Václav Zítek                            | cena neudělována               | cena neudělována                        | cena neudělována        |
| 2008      | Marie Tomášová | Růžena Mazalová            | Alena Míková                            | cena neudělována               | cena neudělována                        | cena neudělována        |
| 2009      | Josef Karlík (in memoriam)                                                                                                   | Boris Hybner               | Vladimír Krejčík                        | cena neudělována               | cena neudělována                        | cena neudělována        |
| 2010      | Jiřina Bohdalová | Věra Ždichyncová           | Naděžda Kniplová (odmítla cenu převzít) | cena neudělována               | cena neudělována                        | cena neudělována        |
| 2011      | Luděk Munzar | Vlastimil Harapes          | René Tuček                              | cena neudělována               | cena neudělována                        | cena neudělována        |
| 2012      | Jana Hlaváčová | Jiřina Knížková            | Helena Tattermuschová                   | Karel Fiala                    | Divadlo Spejbla a Hurvínka Josef Krofta | cena neudělována        |
| 2013      | Josef Somr | Petr Koželuh               | Zdeněk Švehla                           | Dagmar Rosíková                | Zdeněk Peřina                           | cena neudělována        |
| 2014      | Blanka Bohdanová | Dagmar Ledecká             | Zdenka Kareninová                       | Josef Zíma                     | Blanka Josephová-Luňáková               | cena neudělována        |
| 2015      | Stanislav Zindulka | Pavel Ždichynec            | Dalibor Jedlička                        | Ladislav Županič               | Jiří Vyšohlíd                           | cena neudělována        |
| 2016      | Alena Vránová | Marcela Martiníková        | Marcela Machotková                      | Pavla Břínková                 | Věra Říčařová František Vítek           | cena neudělována        |
| 2017      | Petr Kostka | Richard Böhm               | Miroslav Švejda                         | Jiří Korn                      | Bohuslav Šulc                           | cena neudělována        |
| 2018/2019 | Helena Kružíková Ladislav Mrkvička                                                                                           | Zdenka Kratochvílová       | Gabriela Beňačková                      | Věra Vlková                    | cena neudělena                          | cena neudělována        |
| 2020      | Josef Abrhám Hana Bauerová                                                                                                   | Aneta Voleská              | Jan Malík                               | Hana Talpová                   | cena neudělena                          | cena neudělována        |
| 2021      | Iva Janžurová Libuše Švormová Alois Švehlík Jaroslav Satoranský Zdenka Procházková (in memoriam) Karel Urbánek (in memoriam) | Jaroslav Slavický          | Eva Randová                             | Jitka Molavcová                | Tomáš Dvořák                            | Ján Sedal               |
| 2022      | František Němec Veronika Forejtová                                                                                           | Libuše Králová             | Libuše Márová                           | Galla Macků                    | cena neudělena                          | Bolek Polívka           |
| 2023      | Daniela Kolářová Stanislav Šárský Emília Vášáryová                                                                           | Miroslava Pešíková         | Jan Hladík                              | František Zacharník Jiří Suchý | cena neudělena                          | cena neudělena          |
| 2024      | Štěpánka Ranošová Viktor Preiss                                                                                              | Josef Kotěšovský           | Naďa Šormová                            | Helena Vondráčková             | cena neudělena                          | Jan Číhal (in memoriam) |

### Ceny pro mladé činoherce, Zvláštní ceny Kolegia a ceny za šíření divadelního umění v televizi
Kolegium pro udělování Cen Thálie udílí i cenu pro mladé činoherce do 33 let, zvláštní cenu za mimořádné mistrovství v oblastech, které nejsou zahrnuty do základních kategorií a za šíření divadelního umění v televizi.
| Rok       | Mladý činoherec      | Zvláštní cena Kolegia        | Za šíření divadelního umění v televizi |
| --------- | -------------------- | ---------------------------- | -------------------------------------- |
| 1995      | neudělena            | Eduard Haken (in memoriam)   | cena neudělována                       |
| 1996      | Jan Potměšil         | Miroslav Horníček            | cena neudělována                       |
| 1997      | Petra Špalková       | Svatopluk Beneš              | cena neudělována                       |
| 1998      | Jiří Langmajer       | Divadlo Na Fidlovačce, Praha | cena neudělována                       |
| 1999      | Alena Antalová       | Ctibor Turba                 | cena neudělována                       |
| 2000      | Radek Holub          | Otomar Krejča                | cena neudělována                       |
| 2001      | Petra Výtvarová      | Jiří Suchý                   | cena neudělována                       |
| 2002      | Ondřej Sokol         | Jaromír Pleskot              | cena neudělována                       |
| 2003      | Lucie Žáčková        | Václav Havel                 | cena neudělována                       |
| 2004      | Filip Čapka          | Soňa Červená                 | cena neudělována                       |
| 2005      | Evellyn Pacoláková   | Pavel Šmok                   | cena neudělována                       |
| 2006      | Jan Hájek            | Jiří Kylián                  | cena neudělována                       |
| 2007      | Michal Čapka         | Vlasta Chramostová           | cena neudělována                       |
| 2008      | Zbigniew Kalina      | Josef Topol                  | cena neudělována                       |
| 2009      | Lucie Štěpánková     | Ivan Vyskočil                | cena neudělována                       |
| 2010      | Ladislav Špiner      | Jiří Kout                    | cena neudělována                       |
| 2011      | Tereza Dočkalová     | Josef Jelínek                | cena neudělována                       |
| 2012      | Matouš Ruml          | Arnošt Moulík                | cena neudělována                       |
| 2013      | Martin Siničák       | Ladislav Smoček              | cena neudělována                       |
| 2014      | Lukáš Melník         | Eva Kröschlová               | cena neudělována                       |
| 2015      | Pavla Janiššová      | Petr Weigl                   | cena neudělována                       |
| 2016      | Veronika Lazorčáková | Jan Schmid                   | cena neudělována                       |
| 2017      | Ivan Dejmal          | Jiří Srnec                   | František Filip                        |
| 2018/2019 | Zuzana Truplová      | Zdeněk Svěrák                | Ondřej Šrámek                          |
| 2020      | Josef Láska          | Jaroslav Vostrý              | Josef Špelda                           |
| 2021      | Denisa Barešová      | Jan Kačer                    | Jaroslav Someš                         |
| 2022      | Dalibor Buš          | Martin Hilský                | Viktor Polesný                         |
| 2023      | Viktor Kuzník        | Milan Uhde                   | Marie Loucká                           |
| 2024      | Kamila Janovičová    | Lída Engelová                | Alfred Strejček                        |